# ロンド イ短調 (モーツァルト)
ロンド イ短調 K. 511 は、ヴォルフガング・アマデウス・モーツァルトが1787年に作曲したピアノ曲。旧モーツァルト全集では通し番号の第3番が充てられたため、『ロンド第3番』と表記される場合もある。

## 概要

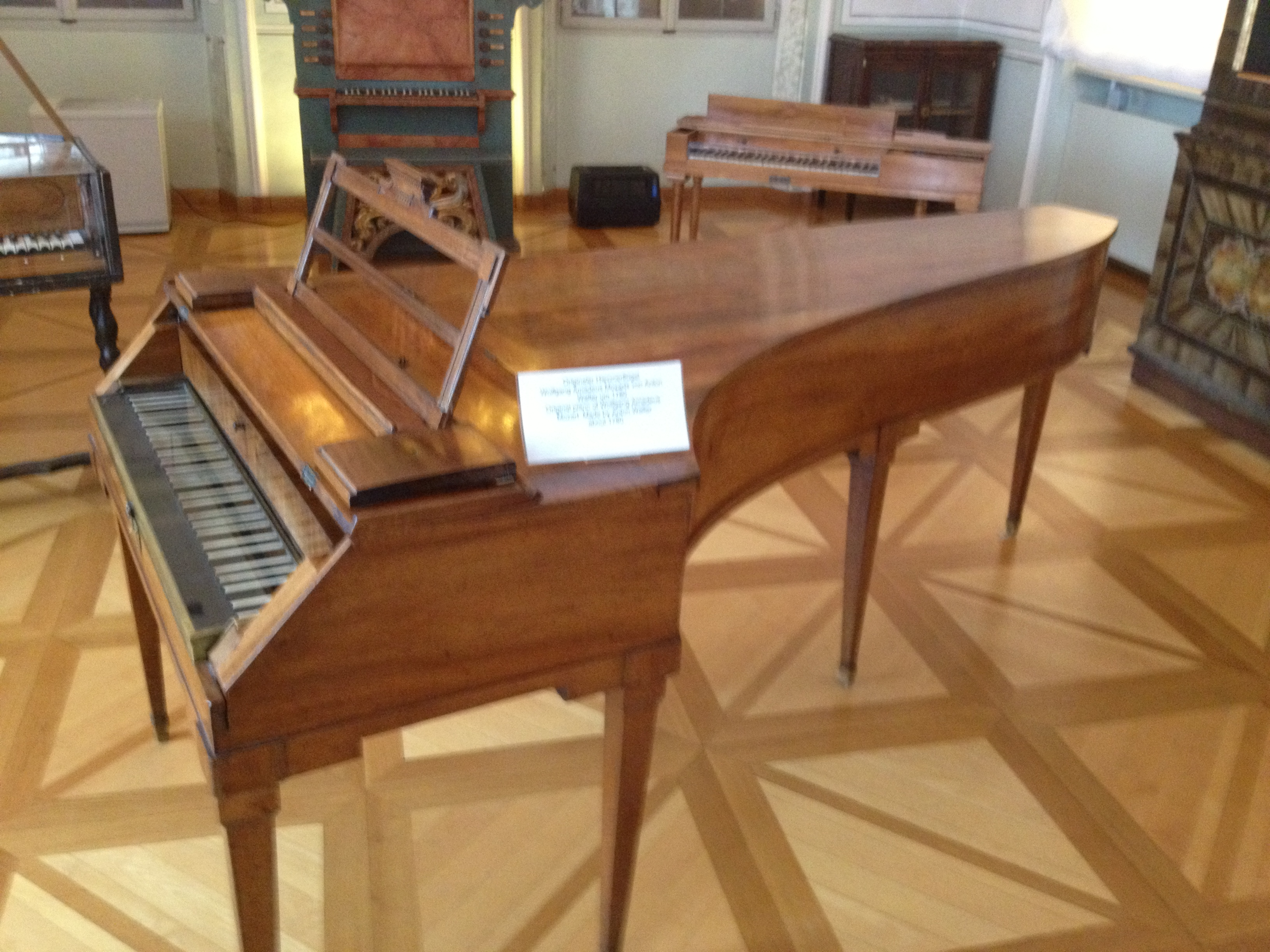
モーツァルトが1787年にザルツブルクで所有していたフォルテピアノ（製作：アントン・ヴァルター）

モーツァルト自身による作品目録では、このロンドは1787年3月11日に完成したと記されている。モーツァルトはこの年の1月8日に、前年に作曲した自身のオペラ『フィガロの結婚』（K. 492）が大評判となっているプラハを訪れ、このオペラの指揮や『交響曲第38番 ニ長調《プラハ》』（K. 504）の初演を行っており、プラハから戻って間もなく完成したのがこのロンドである。また、同年5月28日には父レオポルトが亡くなるほか、『弦楽五重奏曲第3番 ハ長調』（K. 515）や『第4番 ト短調』（K. 516）、セレナード『アイネ・クライネ・ナハトムジーク』（K. 525）、オペラ『ドン・ジョヴァンニ』（K. 527）なども作曲されている。
モーツァルトが公の場でこのロンドを初演したという記録は残っていないため定かではないが、楽譜は同年にウィーンのホフマイスターから出版されている。また、自筆譜は現在、スイスの個人所有となっている。

## 曲の構成
イ短調、アンダンテ、8分の6拍子、ロンド形式。演奏時間は約10分。
全体は「A-B-A-C-A」の典型的なロンド形式によるが、シチリアーナ風のリズムと休符を挟みながら半音階的に上昇していく主題Aは、既にこの作品の多感な情調を予感させるものとなっている。主題Bはヘ長調で、半音階的変化を聴かせながら走り回る16分音符が支配する。主題Cは主題Aをイ長調で出した後に3連符の走句が続く。